# 熱交換器
熱交換器（ねつこうかんき）は、保有する熱エネルギーの異なる2つの流体間で熱エネルギーを交換するために使用する機器。温度の高い物体から低い物体へ効率的に熱を移動させることで物体の加熱や冷却を行う目的で用いられる。

## 用途による分類

### 産業用

#### ボイラー
ボイラーは、蒸気を発生させるための加熱用途に用いられる熱交換器の代表である。「蒸気発生装置」などとも呼ばれる。
- ボイラー
- 空気予熱器 : ボイラー排ガスの熱で燃焼用空気を予熱するもの
- 給水予熱器（節炭器） : ボイラー排ガスの熱でボイラー給水を予熱するもの。
- 過熱器 : 飽和蒸気を加熱し過熱蒸気とするもの。
- 再熱器 : 蒸気タービンで仕事をした蒸気を再び加熱し、再熱サイクルタービンを回す蒸気を作るもの。
- 水冷壁

#### 蒸気発生器
- 蒸気発生器 : 加圧水型原子炉において、原子炉を循環する一次冷却系の熱で二次冷却系の軽水を沸騰させ、蒸気タービンを駆動する。

#### 復水器
- 復水器 : ランキンサイクルで、水蒸気を冷却して水に戻す。

#### 製造業等
食品製造や化学薬品製造、冷蔵保管といった産業用として、冷却工程／加熱工程／冷蔵のために使用される。
- 蒸発器 : 液体を加熱し気体とするために使用される
- 凝縮器 : 気体を冷却し液体とするために使用される
- 冷却塔 : 液体-大気の熱交換器のうち冷却に使用されるもの
- 加熱塔 : 液体-大気の熱交換器のうち加熱に使用されるもの
- 冷凍機：冷蔵／冷凍保管用の冷蔵庫などに使用される

### 空気調和用
空気調和用の熱交換器を示す。
- ファンコイルユニット : 暖房・冷房に用いられる送風機とエアフィルタ付きの水-空気の熱交換器である。
- 室内機 : 暖房・冷房に用いられる送風機とエアフィルタ付きの冷媒-空気の熱交換器である。
- 放熱器 : 水蒸気や高温水を利用し自然対流や放射によって温度を保つもの。
- 放熱パネル : 面積の大きな主に放射による伝熱を行うもの。床暖房など。

### 換気用
換気による熱負荷を少なくするために排気-給気の熱交換が行われる。熱交換エレメントを汚損から守るため、エアフィルタで前処理された空気を通過させることがある。
- 全熱交換器 : 熱とともに水分（湿度）を交換するもの。
- 顕熱交換器 : 湿気を排出し温度を保つために使用される。

### 船舶・車両用
船舶、車両、航空機などのうち、燃料を燃焼させる方式の原動機を持つ乗り物には多くの熱交換器が使われている。これらは、小型軽量で振動や衝撃に強く、姿勢や重力加速度の変化による効率の変化や不具合の発生が無いことが求められる。
内燃機関自動車（ICEV）の熱交換器は、
- ラジエータ
  - 水冷エンジンのロングライフクーラント（LLC）用
- オイルクーラー
  - エンジンオイル用
  - パワーステアリングフルード用
  - マニュアルトランスミッションのギアオイル用
  - オートマチックトランスミッションのATF用
  - 無段変速機のCVTF用
  - デフのハイポイドギアオイル用
  - パワーテイクオフのギアオイル用
- インタークーラー
  - 過給された吸気用
- エバポレーター／コンデンサー（凝縮器）
  - カーエアコンの冷媒用
- ヒーターコア
  - 水冷エンジンの温水暖房用[2][3]
- ヒートエクスチェンジャー
  - 空冷エンジンの排気熱暖房機

がある。
このほか、専用の冷却器は持たないが、ブレーキフルードは走行風によって過熱を防いでおり、ドラムブレーキではブレーキドラムに多数のフィンを設けたもの、ディスクブレーキではローターをベンチレーテッドタイプとして放熱効果を高めたものもある。

## 媒体の性状と構造による分類
熱交換器の分類には、大きく使用する媒体が液体、気体または熱交換器内で蒸発、凝縮を行うかによる分類と、構造による分類（主として管型、板型、特殊型）がある。

### 液-液
- 管型
  - スパイラル式熱交換器 :中央部の骨組みとなる相対する半円筒部を軸として所要伝熱面積を有する長い伝熱板を渦巻き状に巻二つの渦巻き状の流路を形成させたもの。汚れにくく、コンパクト性に優れ、高性能である。
  - 二重管式熱交換器 : 二重になった管の内外で熱交換を行うもの。
  - 多管円筒式熱交換器（Shell and tube heat exchanger）: 円筒胴内に多数の伝熱管を配列し、伝熱管内外面を流れる流体間で熱交換を行わせる形式のもの。
  - 多重円管式熱交換器
  - 渦巻管式熱交換器
- タンクコイル式熱交換器 : タンク内に熱媒体を流すコイル状の管があるもの。
- 板型
  - プレート式熱交換器 : 金属板をプレス加工したものをパッキンを間にはさみ重ね合わせたもの。交互に冷却媒体と加熱媒体とを流す流路がある。分解清掃・能力の変更が行いやすい。
  - 渦巻板式熱交換器
  - タンクジャケット式熱交換器
- 特殊型
  - 直接接触液液式熱交換器
  - バヨネット熱交換器
  - 流下液膜式熱交換器（熱回収装置）

### 気-液
- 空冷式熱交換器 : 空冷の冷却塔など
- 直接接触式熱交換器 : 開放型冷却塔、バロメトリックコンデンサなど
- フィンチューブ熱交換器 : 液体を流す管に気体に接する面を大きくするためにフィンをつけたもの。

### 気-気
- 静止型熱交換器 : 静止した伝熱体で熱交換を行うもの。
- 回転再生式熱交換器 : 回転する蓄熱体に給気排気を交互に通過させ熱交換を行うもの。回転軸が鉛直なユングストローム式や水平なローテミューレ式が代表例。
- 周期流蓄熱式熱交換器 : 周期的に流路を切替えて蓄熱と放熱とをおこなうもの。リジェネレイティブバーナーなど。
- ボルテックスチューブ : 圧縮空気を熱気と冷気に分離する。

### 相変化
- 蒸発装置熱交換器 : 蒸留装置など。
- 蒸発冷却熱交換器 : 熱交換器表面に液体を散布しその気化熱で冷却するもの。
- 噴霧蒸発式熱交換器
- リボイラ式熱交換器
- 液膜式熱交換器
- 泡沫接触式熱交換器
- 遠心薄膜式熱交換器 : 乾燥・濃縮
- 掻面式熱交換器
- 掻面液膜式熱交換器

## 媒体の流れによる分類
対向流式加熱媒体と冷却媒体が向かい合わせに接して流れるもの。効率がよい反面、熱交換器内の温度差が大きくなるため、加熱媒体と冷却媒体の温度差が小さい場合や熱交換器の小型化が必要な場合に用いられる。
並流式加熱媒体と冷却媒体が同じ向きに接して流れるもの。効率が悪いが、熱交換器内の温度差や最高温度を小さくできるため、加熱媒体の温度が高く、材料の劣化を緩和する必要がある場合に用いられる。
直交流式加熱媒体と冷却媒体が直交して流れるものである。

## 管理
熱交換面の粉塵やスケール・スライムなどは、熱交換効率の低下・媒体の通過量の低下・差圧の上昇を招く。そのため、各種フィルタ・ストレーナでの流体の前処理や、薬品注入が行われる。伝熱面の温度管理を適切に行わないと腐食や汚損が激しくなる。
また、定期的な清掃が必要である。粉塵の場合は、水蒸気や圧縮空気での吹き飛ばし（ボイラーの場合はスートブロワという）、高圧水噴射などが行われる。スケール・スライムの場合はスポンジボール・ブラシなどによる物理的洗浄のほか、薬品洗浄などが行われる。

## 設計
熱交換器の設計においては以下のことが求められる。
- 所定の伝熱／流動特性を、所定の運転期間実現できる型式（経験あるいは新規の着想から決定）、大きさ（製作工場から設置施設までの搬送と取り付けが可能）であること。
- 取り扱う流体が毒性であったり、高圧であったりすると、流体の漏洩防止、経済設計の観点から、フランジ構造よりも溶接構造による組み立て方式の採用が優先される。
- 胴と伝熱管の両端が相互に固定される構造の場合、高温側／低温側の流体が接する金属の温度に差が生じる為、その伸び差に起因する熱応力に耐える構造が必要である。
- 両流体の運転期間中、その流動起因の伝熱管（装置）振動による損傷が無く、また騒音トラブルも起こさないこと。
- 熱交換器の最適設計に関する考察
  - 経済性（製作・納入・据付・運転・維持・互換性の各フェーズにおいて）に優れること。
  - 型式は様々（二重管式／多管円筒式／スパイラル式／プレート式／空冷式 等）だが、まずは異なる2つの流体それぞれの設計圧力、設計温度に耐えられるものから選定される。
  - 特に相変化が無い場合、流体の伝熱（金属）面への汚れ付着度合やその除去要求から、採用する水力直径（構造）が定まってくる。これが小さいほどコンパクトな設計になりやすい。
  - 伝熱量は、異なる2つの流体それぞれの境膜伝熱係数の大小に依存する。両流体側の改善が重要になる。劣等側改善目的で、その伝熱（金属）面へのフィン取り付け、管内に乱流促進用の挿入物（インサート）を考慮する場合がある。
  - 複数の直列に連結する熱交換器の設計にすることで、温度効率、流体速度／伝熱性能の向上が図りやすくなり、高温流体を扱う場合には、低温側の熱交換器に低価格な金属材料の選択が可能になったり、高圧流体を扱う場合には、個別の熱交換器サイズを小さく出来て耐圧部材の厚さと重量、即ち熱交換器の価格を減じる効果も期待出来たりする。
  - サーモサイフォン（サイフォンの原理を利用した）蒸発器では安定運転および高沸点成分残留／有効温度差漸減回避の為の蒸発量の割合設定が重要である。
  - 流下液膜式（フォーリングフィルム（英語版））蒸発器では伝熱管壁面が乾いてしまわない十分な量の液の循環／供給を確認する。
  - mv2 値（運動エネルギー参照）に指針を設定／管理することで、流動に起因する摩耗の発生、不適切な流路設計を回避する。 尚、飽和蒸気が導入管路で放熱／冷却／凝縮した液滴ミスト（高密度）を同伴することになると、それが高速で飛来するので用心が必要である。
  - 気相／気液二相流の音速流域設計でも、処理量の僅かな変動があっても運転困難に至らないことを確認する。可能であればマッハ数を小さく採る。
- 熱交換器の設計判断項目例 
  - 伝熱余裕（熱通過率）
  - 流体の流動制限（流速、圧力損失）
  - 流れの方位（対向／並行／直交／上向き／下向き／横向き）
  - 据付（横置き／縦置き）
  - 問題回避確認（偏流起因性能低下、気液二相流の不安定運転、局所の異常流速による摩耗や汚れ付着の加速）

## 法的規制
エネルギーの使用の合理化等に関する法律省エネルギーを行うために熱の段階的利用や回収を積極的に行うとともに、熱交換器を適切に管理し効率的に使用することが定められている。
ボイラー及び圧力容器安全規則内部圧力が高くなるものは、圧力容器として設置・運用に関して規制がある。
高圧ガス保安法高圧ガスを使用するものの取り扱い。

## 理論

### 伝熱量
平板、円管等の固体伝熱面を介して２流体間で熱交換が行なわれる場合、局所伝熱面dF の伝熱量dQは
{\displaystyle {\begin{aligned}dQ&=K\Delta tdF\\{\frac {1}{K}}&={\frac {1}{h_{h}}}+{\frac {\delta }{k_{w}}}+{\frac {1}{h_{c}}},\qquad \mathrm {etc.} \end{aligned}}}
で表される。ただしKは熱通過率、Δ tは両流体の局所の温度差、hh、hcは各流体側の熱伝達率(境膜伝熱係数)、δとk_wは固体隔壁の厚さと熱伝導率である。また、運転を継続すると両伝熱面に汚れ付着があり次第に伝熱量が低下するため、設計の際には別途この伝熱抵抗も考慮する。
熱交換器各部において、熱通過率が一定でかつ各流体の比熱も一定であるとして、上式を全伝熱面にわたって積分することにより、全伝熱量Q は下式で与えられる。
{\displaystyle {\begin{aligned}Q&=KF{\frac {\Delta t_{1}-\Delta t_{2}}{\ln(\Delta t_{1}/\Delta t_{2})}}\\&=KF\Delta t_{\mathrm {m} }\end{aligned}}}
ここに、
K : 熱通過率
F : 伝熱面積
Δt1 : 高温流体入口における両流体の温度差
Δt2 : 高温流体出口における両流体の温度差
である。またΔtm は両流体の温度差を用いて
{\displaystyle \Delta t_{\mathrm {m} }:={\frac {\Delta t_{1}-\Delta t_{2}}{\ln(\Delta t_{1}/\Delta t_{2})}}}
で定義される対数平均温度差である。

### 熱伝達率(境膜伝熱係数)
熱伝達率(境膜伝熱係数)の計算式には様々なものが提案されており、一例をあげる。以下の式は無次元化を行い、次のパラメータにより記述する。
{\displaystyle Nu:={\frac {hD}{k}}} ：ヌセルト数
{\displaystyle Re:={\frac {DG}{\mu }}} ：レイノルズ数
{\displaystyle Pr:={\frac {c\mu }{k}}} ：プラントル数
{\displaystyle {\frac {D}{L}}} ：管径・管長比
{\displaystyle \phi :={\frac {\mu }{\mu _{\mathrm {w} }}}} ：粘度勾配関数
ここで、
h ：管側境膜伝熱係数（内面基準）
D ：伝熱管内径
G ：管側質量速度
k ：管側平均温度における流体の熱伝導率
c ：管側平均温度における流体の比熱
μ ：管側平度における流体の粘度
μw ：管壁温度における流体の粘度
L ：伝熱管長さ
である。
- 管式熱交換器（Sieder-Tate）
  - 層流領域
{\displaystyle Nu=1.86\left\{Re\cdot Pr\cdot {\frac {D}{L}}\right\}^{\frac {1}{3}}\cdot \phi ^{0.14}}
  - 乱流領域
{\displaystyle Nu=0.027Re^{0.8}\cdot Pr^{\frac {1}{3}}\cdot \phi ^{0.14}}

### 温度効率と熱移動単位数
前述の対数平均温度差を用いて伝熱量を表す表式は、流体の出入口温度が既知であり伝熱面積F を設計する場合に有用である。しかし、伝熱面積が既知で流体の出口温度を求める場合には反復計算を必要とし実用上不便である。このようなときには次の温度効率εと熱移動単位数NTUを用いて計算が行われる。
温度効率εは、出口での流体温度を無次元化するために、熱交換器内で生じる最大温度差に対する流体の出入口温度差の比をとったものであり、
{\displaystyle \varepsilon _{\mathrm {h} }:={\frac {t_{\mathrm {h} 1}-t_{\mathrm {h} 2}}{t_{\mathrm {h} 1}-t_{\mathrm {c} 1}}},\quad \varepsilon _{\mathrm {c} }:={\frac {t_{\mathrm {c} 2}-t_{\mathrm {c} 1}}{t_{\mathrm {h} 1}-t_{\mathrm {c} 1}}}}
で定義される。ここでt は流体温度であり、添字のh, cはそれぞれ高温流体、低温流体を、1,2は各流体の入口側、出口側を表す。
また、熱移動単位数NTUは熱コンダクタンスと熱容量流量の比であり、高温流体、低温流体それぞれについて
{\displaystyle NTU_{\mathrm {h} }:={\frac {KF}{c_{\mathrm {h} }G_{\mathrm {h} }}},\quad NTU_{\mathrm {c} }:={\frac {KF}{c_{\mathrm {c} }G_{\mathrm {c} }}}}
で定義される。熱移動単位数NTUと温度効率εには
（対向流式）   {\displaystyle \varepsilon _{\mathrm {c} }={\frac {1-\exp[-(1-R)NTU_{\mathrm {c} }]}{1-R\exp[-(1-R)NTU_{\mathrm {c} }]}}}
（並流式）    {\displaystyle \varepsilon _{\mathrm {c} }={\frac {1-\exp[-(1+R)NTU_{\mathrm {c} }]}{1+R}}}
等の熱交換器の形式に依存する関係があり、ここから出口温度を
{\displaystyle t_{\mathrm {c} 2}=t_{\mathrm {c} 1}+\varepsilon _{\mathrm {c} }(t_{\mathrm {h} 1}-t_{\mathrm {c} 1}),\quad t_{\mathrm {h} 2}=t_{\mathrm {h} 1}-R\varepsilon _{\mathrm {c} }(t_{\mathrm {h} 1}-t_{\mathrm {c} 1})}
で求めることができる。ここで、R は2流体の熱容量流量の比で定義され、流体の出入口温度差で表されることもある：
{\displaystyle R:={\frac {c_{\mathrm {c} }G_{\mathrm {c} }}{c_{\mathrm {h} }G_{\mathrm {h} }}}={\frac {t_{\mathrm {h} 1}-t_{\mathrm {h} 2}}{t_{\mathrm {c} 2}-t_{\mathrm {c} 1}}}.}

### 圧力損失
熱交換器の伝熱効果は流体の速度が大きいほど増加するが、このとき圧力損失も同時に大きくなる。これはポンプ等の動力増加につながるため好ましくなく、通常は圧力損失がある値以内に収まるように設計される。